# Cantabrische erebia
De Cantabrische erebia (Erebia lefebvrei) is een vlinder uit de onderfamilie Satyrinae van de familie Nymphalidae, de vossen, parelmoervlinders en weerschijnvlinders.
De Cantabrische erebia komt voor in het Cantabrisch gebergte, de Sierra de la Demanda en de Pyreneeën. De vlinder vliegt op hoogtes van 1700 tot 3000 meter boven zeeniveau. De soort leeft op rotsige kalksteen hellingen met stukjes gras.
De soort vliegt in een jaarlijkse generatie van juni tot en met augustus. Als waardplanten worden grassen uit de geslachten Poa en Festuca gebruikt.

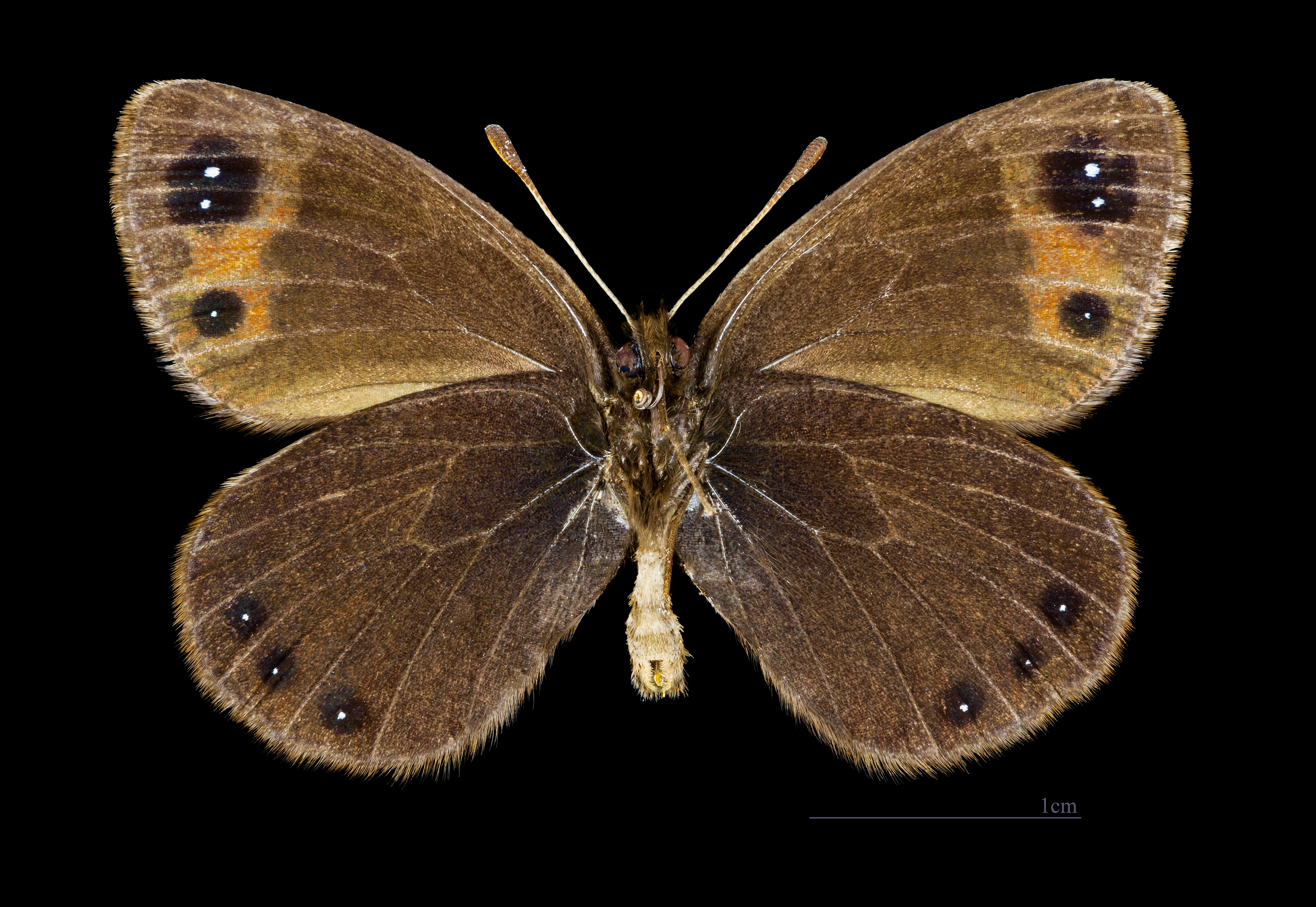
Erebia lefebvrei
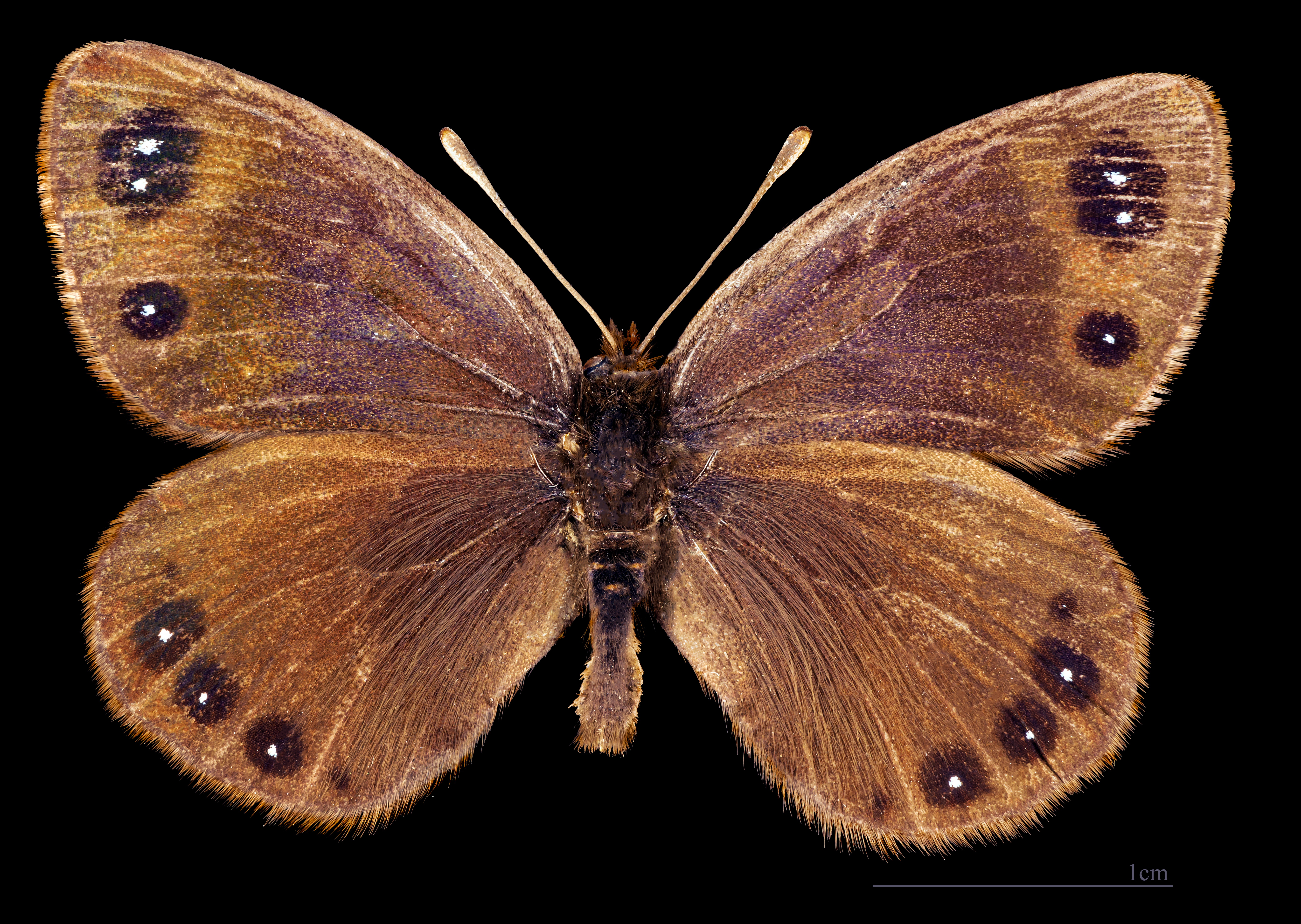
Erebia lefebvrei △